# سفيد دشت (مقاطعة دورة)
سفيد دشت (بالإنجليزية: Sefid Dasht, Lorestan)‏ هي مستوطنة تقع في Shurab Rural District في إيران. يقدر عدد سكانها بـ 40 نسمة .